# Mustela erminea stabilis

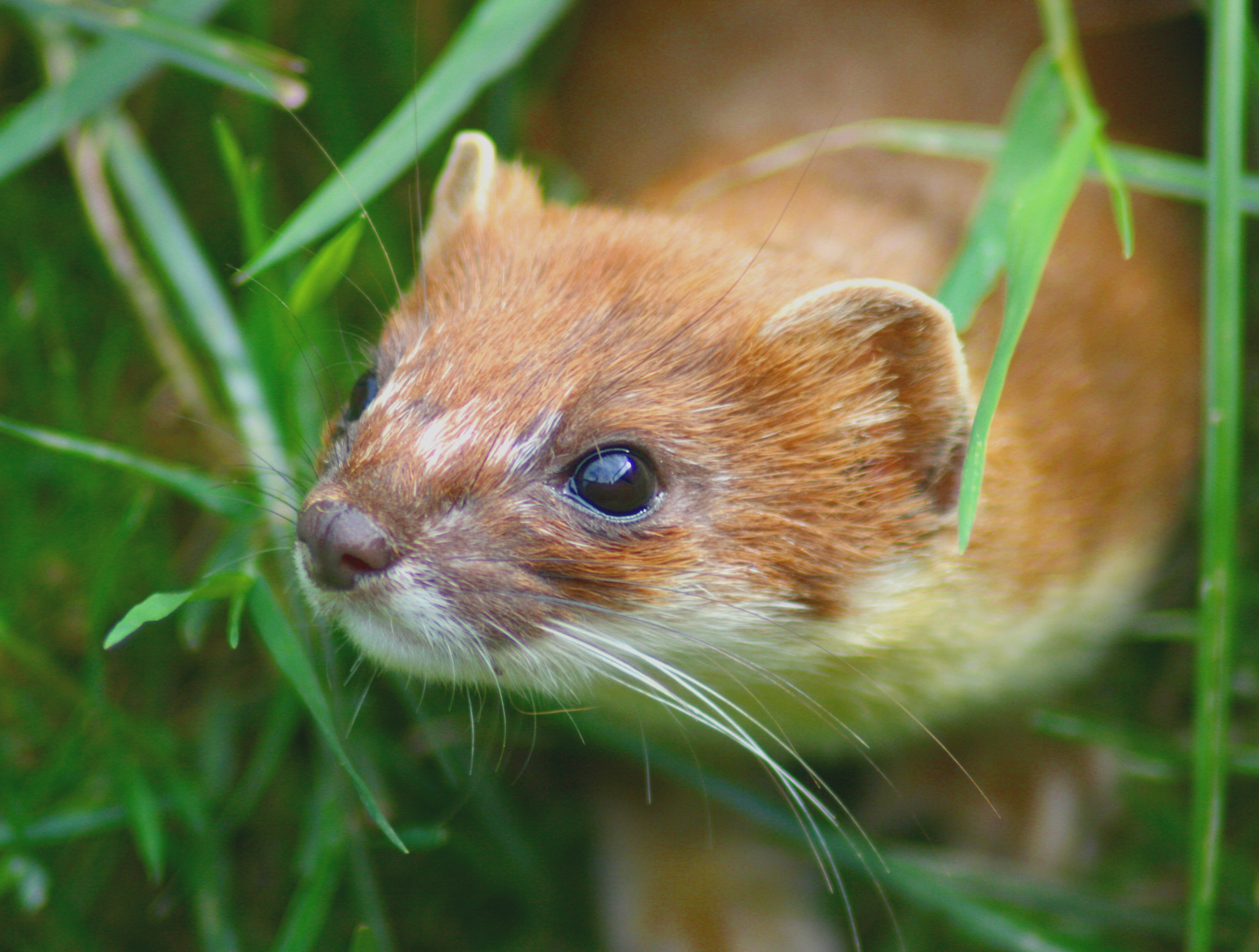
Cabeza de Mustela Erminea

Mustela erminea stabilis es una subespecie de  mamíferos carnívoros  de la familia Mustelidae subfamilia Mustelinae.

## Distribución geográfica
Se encuentra en Inglaterra.